# Николаевский зоопарк

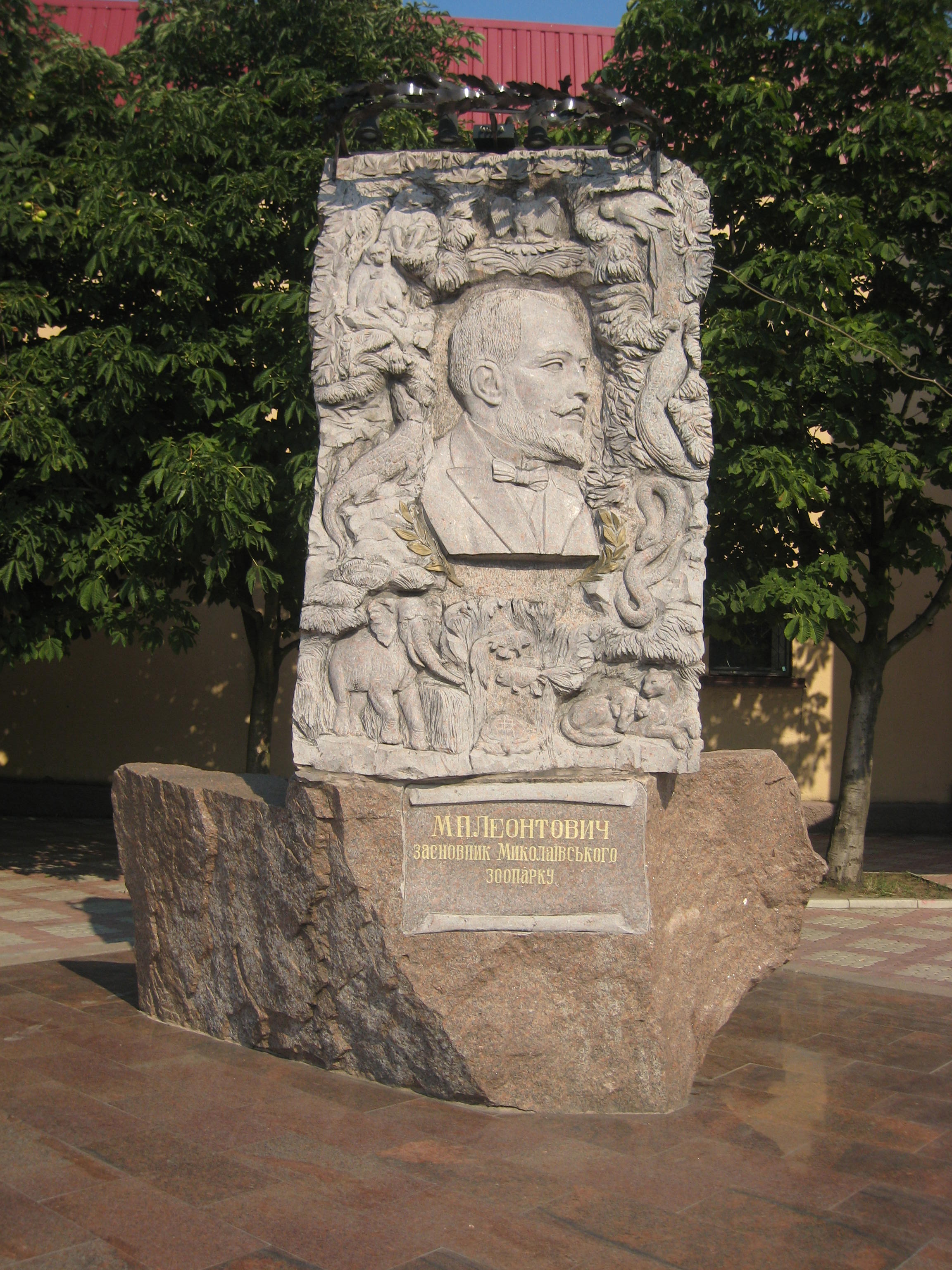
Памятник Николаю Леонтовичу — основателю Николаевского зоопарка

Николаевский зоопарк (укр. Миколаївський зоопарк) — зоопарк в городе Николаев. История зоопарка начинается в 1901 году, когда городской голова Николай Леонтович основал свою частную коллекцию. Один из самых старых зоопарков Украины. С 1978 года зоопарк находится на новом месте — рядом с Центральным автовокзалом (на месте старого городского кладбища). В данный момент занимает территорию 18,48 га. Николаевский зоопарк считается лучшим на Украине и одним из лучших в Европе. Николаевский зоопарк имеет большой опыт среди зоопарков Украины и мира в разведении белых медведей, снежных барсов, дальневосточных леопардов и других редких животных.
Директором зоопарка является Владимир Николаевич Топчий.

## История

### При Леонтовиче
Весной 1901 года городской голова Николай Павлович Леонтович организовал у себя дома аквариум. Частная коллекция была оборудована современной техникой: имелись электрические компрессоры и подогреватели. Рыбы были размещены в 75 аквариумах. Объём некоторых из них доходил до 3000 литров. Коллекция насчитывала около 50 видов рыб и земноводных, свыше 1000 экземпляров. Николай Леонтович постоянно публиковал статьи по аквариумистике, был активным членом общества любителей природы Николаева.
В 1918 году коллекция Леонтовича была национализирована, а сам он был назначен первым директором Госаквариума.
25 июня 1922 года, после гражданской войны, состоялось второе торжественное открытие Николаевского Госаквариума. В этом году его посетило около 40 тысяч человек. Посещение было бесплатным. До 1923 года Николаевский Госаквариум был на содержании местного наробраза, затем был переведён на госбюджет, а с марта 1934 года — на бюджет города.
В 1925 году при Аквариуме был открыт зоологический отдел, и он стал именоваться Аквариум-Зоосад. Из Аскании-Нова были привезены бизоны, верблюды, яки, олени, муфлоны, страусы. Специально для зоосада были приобретены медведи, волки, лисицы, обезьяны. Территория была увеличена до 0,75 га. Построены вольеры для копытных животных, клетки хищников, разбит парк.
В 1928 году штат зоосада состоял из 9 человек. Николай Леонтович, его семья и некоторые сотрудники жили на территории парка. В 1934 году начались репрессии Леонтовича и его семьи. 28 июля 1937 года он был арестован по обвинению в связях с контрреволюционно настроенной интеллигенцией и в участии в военно-офицерской организации. Дата и место смерти Леонтовича доподлинно неизвестны.

### Аквариум-Зоосад в 1930-х и 1940-х
4 декабря 1935 года в Аквариум-Зоосад на должность научного работника приходит Фёдор Ничиков, окончивший Одесский институт профобразования и аспирантуру Одесского государственного научно-биологического института. С приходом в Зоосад Ничикова стали проводиться лекции, экскурсии, консультации. В 1937 году он основал кружок юных биологов. Кружковцы принимали участие в республиканских семинарах в Киеве. В 1940 году они представили две работы: «Новая порода кофейных кроликов» и «Рыбы рек Южного Буга и Ингула».
На 1 января 1941 года Аквариум-Зоосад насчитывал 135 видов животных: 27 видов млекопитающих, 37 — птиц, 8 — пресмыкающихся, 62 — рыб.
16 августа 1941 года войска «Оси» оккупировали Николаев.
Все годы оккупации зоосад был открыт для посетителей. В сентябре 1942 года в зоосаде работало 24 человека с месячным фондом зарплаты 8505 карбованцев.
В музее зоопарка хранятся подлинные входные билеты того времени, напечатанные на украинском и немецком языках, достоинством 50 копеек и 1 карбованец. Также в музее есть книга отзывов посетителей с 1937 по 1952 годы. К сожалению, три листа времён войны из неё были изъяты властью того времени.
Во время выхода немецких оккупационных войск из города Николаева были застрелены медведи и львы зоопарка. Вот что пишет в своих воспоминаниях Л. Е. Ничикова:
Некоторых животных нам удалось спрятать в подвальном помещении и замаскировать вход. На территорию зоопарка сыпались осколки от взрывов на заводе, раздавался гул от бомбежки. В калитку то и дело стучали немцы и полицаи. Немцы предлагали нам уходить, так как собирались заминировать зоопарк. К счастью, зоопарк не заминировали, мы оставались на своем посту.
На второй день после реоккупации города войсками СССР, 29 марта 1944 года в книге отзывов появилась первая запись:
В освобожденном Николаеве впервые нам пришлось посетить Николаевский Аквариум-Зоосад. Первыми вошли воинская часть № 251. Множество уничтожено немецкими захватчиками. Остались одни пустые клетки. Сохранились крокодилы, золотые рыбки, павлины и ещё ряд, что, конечно, нас и этим удовлетворило в виду разрушения. В аквариумах застыла вода. Золотые рыбы плавают подо льдом. От Н-ской части командир взвода Чучков.
Тем не менее деньги город нашёл, и зоосад восстанавливался. Были отремонтированы клетки хищных животных, построено помещение для мелких хищников на 11 секций, бассейн для водоплавающих птиц.

### Зоопарк с 1940-х по 1980-е
С 1948 года Аквариум-Зоосад был переименован в Николаевский зоопарк. В это время он находился в подчинении облисполкома, отдела культпросветработы и финансировался областным бюджетом.
В 1950-е годы коллекция зоопарка была значительно увеличена. В ней появились пумы, снежный барс, белые медведи, пятнистая гиена, гималайский медведь. В 1955 году привезли индийскую слониху Мэри, которая, по рассказам старожилов, была подарена Никите Хрущёву премьер-министром Индии Джавахарлалом Неру.
В 1960-е годы коллекция животных насчитывала свыше 200 видов около 2000 экземпляров. Общая площадь помещений для животных составляла всего лишь 1267 м².
В 1970 году началось строительство на новой территории.  Денег, как всегда, не хватало, и строительство велось крайне вяло.  У некоторых городских руководителей возникло мнение, что зоопарк проще закрыть. В это время на помощь зоопарку пришли два человека: первый секретарь обкома партии Владимир Александрович Васляев и глава горисполкома Иван Максимович Канаев. Город стал строить зоопарк методом народного строительства. Более 100-та организаций города и области приняли в этом участие.  Основным двигателем строительных работ был И.Н. Канаев. Сейчас центральная аллея в Николаевском зоопарке носит имя этого человека.
В 1970-е годы были построены помещения для слонов и бегемотов, дом для хищных животных «Остров зверей», помещения для приматов, для птиц, уникальный вольер для горных копытных «Гора козлов» и т.д. Все эти помещения эксплуатируются до сих пор.
В 1977 году началось переселение животных в новые дома. Последними на новую территорию в марте 1978 года были перевезены старожилы зоопарка слониха Мэри и американский аллигатор Вася.  Старый зоопарк перестал существовать. И только четыре огромных дерева остались от него.  Они – немые свидетели прошлого – ещё помнят Леонтовича и Ничикова…
30 марта 1978 года зоопарк переехал на новое место. Также в этом году на площади перед зоопарком была установлена скульптура Маугли и Багира (автор Инна Макушина), которая сейчас изображена на логотипе николаевского зоопарка.
С 1989 года в зоопарке существует музей его истории. Материалы для создания начали собирать ещё в начале 1980-х. В музее представлены документы, фотографии, личные вещи Леонтовича, Ничикова, воспоминания сотрудников, коллекция черепов и чучел животных, когда-то живших в зоопарке, коллекция яиц, картопланы и путеводители других зоопарков.

### При независимой Украине

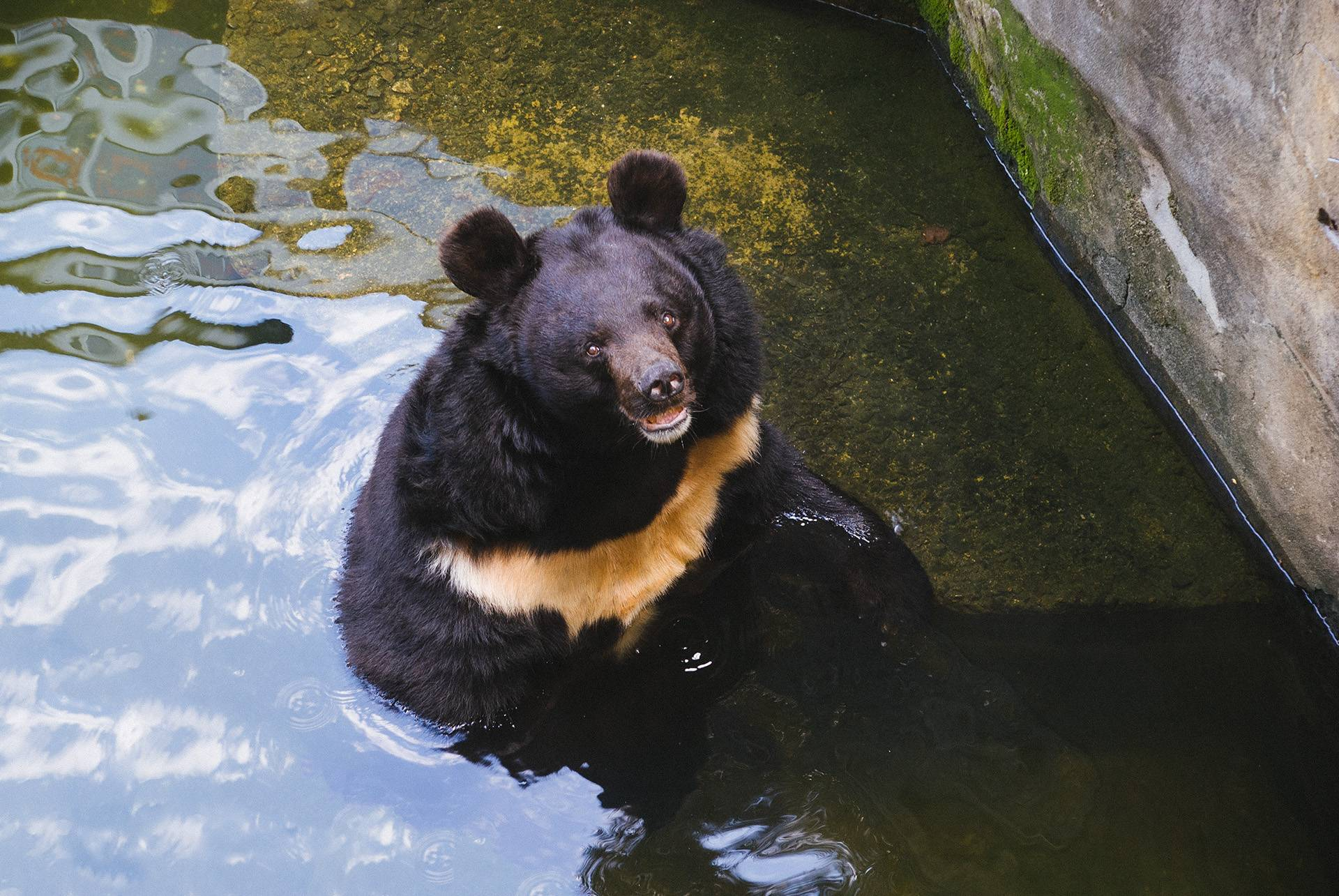
Гималайский медведь в Николаевском зоопарке

2000 год решением горисполкома был объявлен в городе Николаеве годом зоопарка.
13 января 2001 года торжественно был поднят флаг зоопарка. Флаг был поднят депутатом Верховной рады Украины Виктором Горбачёвым, заместителем городского головы Тамилой Бугаенко и старейшим работником зоопарка Валентиной Якуниной. Перед поднятием флаг был освящен архиепископом Николаевским и Вознесенским, владыкой Питиримом.
К юбилею зоопарка Национальный банк Украины выпустил юбилейную монету стоимостью 2 гривны «100 лет Николаевскому зоопарку». Укрпочта напечатала юбилейные конверты с маркой. Была полностью реконструирована площадь перед зоопарком (архитекторы О. П. и В. П. Поповы, исполнитель работ «Глиноземпромстрой», директор В. А. Кондратюк). Художником Владимиром Пахомовым были исполнены и установлены новые художественные ворота.
9 сентября 2001 года состоялось торжественное открытие новой площади и памятника основателю зоопарка Леонтовичу. Авторы памятника Инна, Юрий и Виктор Макушины. В тот же день были торжественно открыты летние вольеры для львов и тигров, которые достроил «Глиноземпромстрой».
В апреле 2004 года вступил в действие новый вольер для домашних животных «Дідова хата». Объект построен благодаря спонсорской помощи ООО «Николаевский глинозёмный завод» и ГП «Дельта-Лоцман». Оформленное в фольклорном стиле подворье стало не только своеобразным музеем сельского быта юга Украины, но и домом для коз, овец, кур, индюков, гусей и других животных.
24 апреля 2004 года николаевский городской голова Владимир Чайка и директор глиноземного завода Ю. Г. Овчинников открыли новый вольер.
1 мая 2006 года в Николаевском зоопарке были открыты «Сад живых тропических бабочек» и «Памятный знак содружества зоопарков мира». Памятный знак расположен на центральной площади перед входом в зоопарк и представляет собой большую восьмигранную клумбу, на которой растут различные цветы. Клумба облицована полированным красным гранитом. По центру клумбы стоит столб, на котором закреплены пять указателей, сориентированных по сторонам света так, чтобы они указывали направление до зоопарков и расстояние до них. На этих указателях указаны зоопарки 10 городов мира. На полированной поверхности гранита, которым облицована клумба, указаны 26 других зоопарков. Они также находятся на тех сторонах клумбы, которые обращены в сторону этих зоопарков. 13 мая, при большом стечении людей, земля, присланная со всех континентов, из 34-х зоопарков мира, была торжественно внесена в клумбу. На клумбе установлен памятный камень, на котором написаны следующие слова: «Эти цветы растут на земле, присланной из разных зоопарков мира, как символ девиза Николаевского зоопарка „Только нашими общими усилиями мы сохраним мир диких животных“».
20 июля 2009 года на центральной площади зоопарка, перед воротами, установлена пара мраморных львов, которые специально для Николаевского зоопарка были привезены из Китая.
24 апреля 2010 года администрация зоопарка торжественно открыла новый авиарий — большой вольер для птиц. Площадь авиария — около 900м2. Это один из самых больших птичьих вольеров, когда-либо построенных в зоопарках Украины.
23 ноября 2010 года произошло преобразование из коммунального предприятия Николаевского городского совета «Николаевский зоопарк» в коммунальное учреждение Николаевский зоопарк.

1 февраля 2011 года Николаевским зоопарком был основан Орден Николая Леонтовича — основателя Николаевского зоопарка.

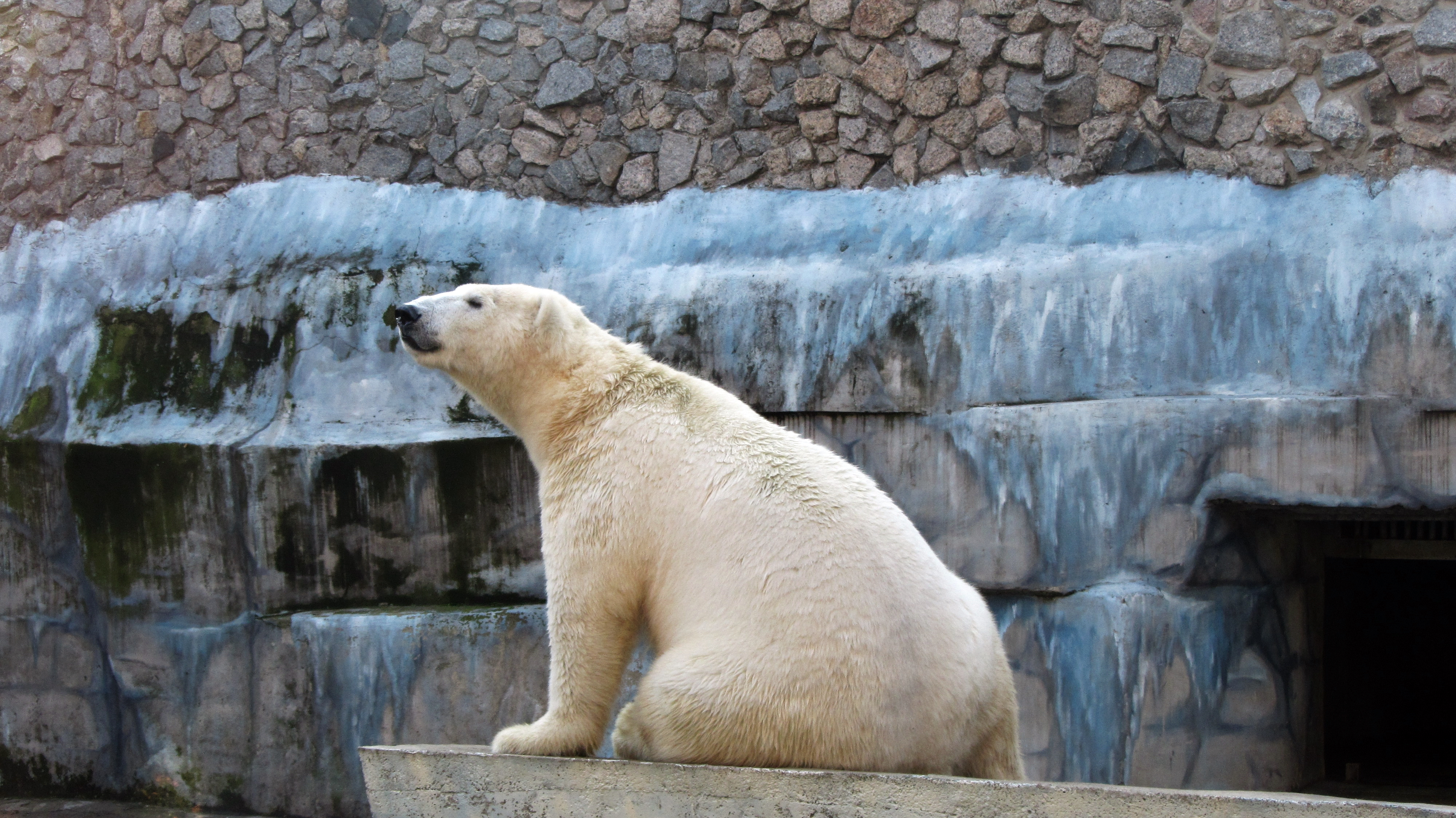
Белый медведь в зоопарке

С 31 мая по 3 июня 2011 года была проведена XVII Международная конференция Евро-Азиатской Региональной Ассоциации Зоопарков и Аквариумов, приуроченная к 110-й годовщине Николаевского зоопарка. В работе конференции приняли участие 133 специалиста из 19 стран мира. 9 участников конференции были награждены Орденом Николая Леонтовича (генеральный директор Московского зоопарка В. В. Спицын, заместитель директора Таллиннского зоопарка В. В. Файнштейн, экс-директор Пражского зоопарка К. Богумил, директор Новосибирского зоопарка Р. А. Шило, экс-директор Николаевского зоопарка Л. А. Цуканов, директор Ялтинского зоопарка О. А. Зубков, директор Бакинского зоопарка А. Р.о. Гусейнов, директор Ташкентского зоопарка О. Ш. Расулев, экс-директор Ереванского зоопарка С. Г. Абовян). Прошедшая в Николаевском зоопарке конференция стала самой масштабной ежегодной конференцией за всю историю ЕАРАЗА.
В августе 2011 родился детёныш сиаманга — первый сиаманг, рожденный в зоопарках Украины и СНГ.
В июне 2012 года Николаевский зоопарк получил два диплома «Книги рекордов Украины». Первый диплом принадлежит самке сетчатого питона по кличке Сетка. Она — самая длинная змея Украины. Вес змеи составил 104 кг, длина — 5,95 м. Второй рекордсмен — миссисипский аллигатор Вася был награждён дипломом как старейшее животное на Украине.
2 июня 2013 года впервые в условиях зоопарка был получен птенец дрофы (Otistarda). В неволе эта исчезающая птица практически не откладывает яиц. В Николаевском
зоопарке сейчас содержится группа дроф, состоящая из двух самцов и двух самок. Живёт эта группа птиц у нас с 2010 года.
22 июня 2013 года в Николаевском зоопарке состоялось торжественное открытие нового ландшафтного комплекса «На стыке двух культур». В оформлении этой ландшафтной композиции использованы декоративные элементы традиционной греческой и японской культур. В этой зоне присутствует множество элементов, наталкивающих на мысли о романтике и любви. Такая атмосфера манит влюбленные пары, которые часто фотографируются там.
21 сентября 2013 г. завершилась реконструкция открытие Центральной аллеи и Главной площади зоопарка.

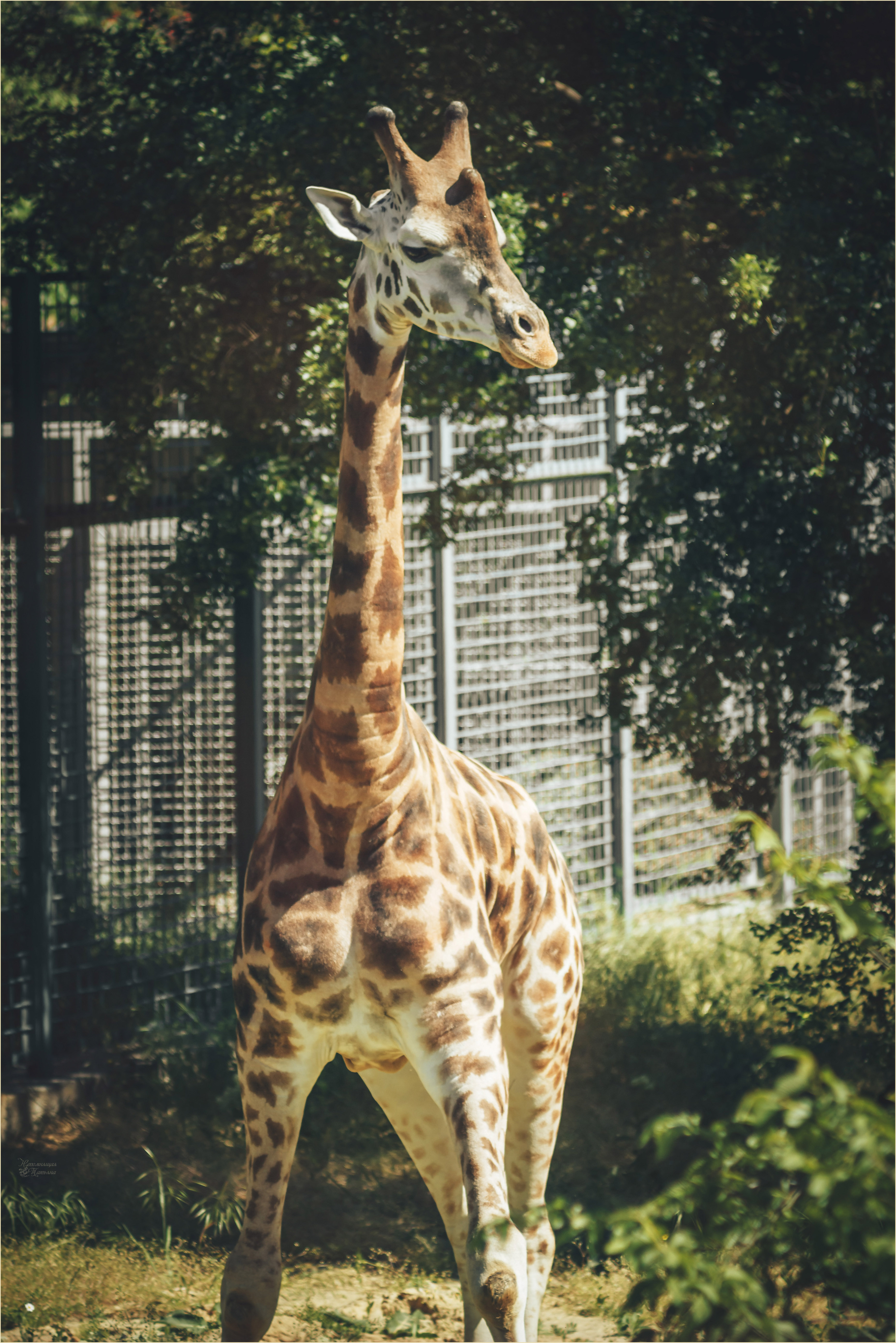
Жираф в зоопарке

30 ноября 2013 года в конференц-зале Николаевского зоопарка состоялась пресс-конференция по итогам 10-летнего сотрудничества Николаевского глиноземного завода Объединённой компании РУСАЛ и КУ Николаевского зоопарка в рамках Программы социального партнерства НГЗ ОК РУСАЛ и Николаевской областной государственной администрации по реализации социально значимых мероприятий.
15-16 марта 2014 из-за тяжелого материального положения Николаевского зоопарка была объявлена акция помощи нашим питомцам. Более 10 тысяч горожан и гостей нашего города откликнулись на этот призыв! За выходные дни (15-16 марта) кассы зоопарка реализовали билетов на сумму 205 тысяч грн. Все деньги были использованы на закупку кормов для животных. Администрация зоопарка выражает огромную благодарность всем участникам помощи нашим животным.
29 марта 2014 состоялось долгожданное событие: из Московского зоопарка привезли белую медведицу (Ursus maritimus) по кличке Зефирка, которая стала украшением Николаевского зоопарка и всеобщей любимицей.
7 июня и 30 сентября 2014 впервые в истории Николаевского зоопарка для посетителей были специально организованы ночные мероприятия «Ночь в зоопарке». Посетителям представилась возможность прогуляться по зоопарку и понаблюдать за жизнью животных после наступления темноты.
15 сентября 2019 года в Николаевском зоопарке была открыта долгожданная экспозиция "Украинское Сафари", где посетители могут посмотреть на редких жирафов подвида Ротшильда - Нуру и Логана, которых в зоопарк доставили в августе 2019 года. А также на двух Индийских слонов Динкара и Шанти. Их привезли в Николаевский зоопарк осенью 2019 года.
10 ноября 2020 года началось строительство летнего комплекса под названием "Остров зверей" для леопардов, пум и других кошачьих. В этот день торжественно заложили капсулу. Закончить строительство собираются в 2021 году, когда Николаевскому зоопарку исполниться 120 лет со дня основания.

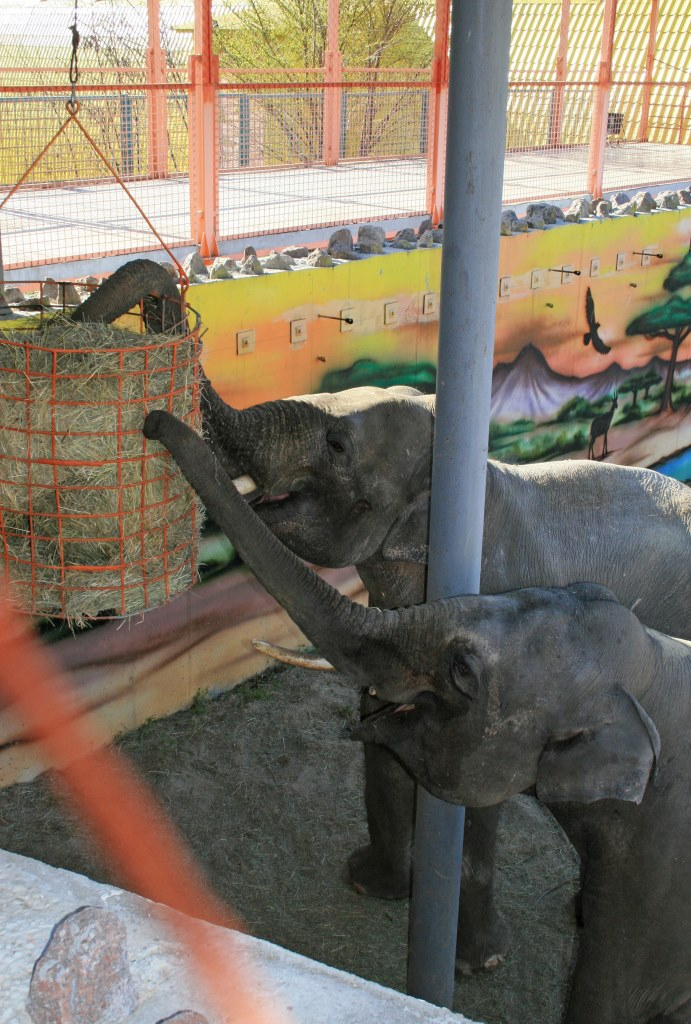
Два слона в Николаевском зоопарке

Из-за Вторжения России на Украину 24 февраля 2022 года и постоянных обстрелов города Николаева, Николаевский зоопарк был закрыт для посетителей на следующий день - 25 февраля. За это время на территорию зоопарка упало 8 реактивных ракет. К счастью, никто из людей и животных не пострадал. С конца февраля зоопарк обратился к международным организациям, жителям города, с просьбой покупать билеты онлайн, поскольку зоопарк был на несколько месяцев закрыт для посетителей. Благодаря собранным средствам зоопарк смог более-менее существовать. Помощь приходила от ЕАЗА и зоопарков западной Европы в ввиде финансовой поддержки и поддержки сублимированными кормами из: Берлина, Варшавы, Праги, Таллинна, Лодзи, а также других зоопарках европейских стран.
До конца 2021 года завершено строительство трех вольеров для крупных кошачьих "Остров зверей": тигров, ягуаров, леопардов. Однако из-за военных действий вольеры остались не введенными в эксплуатацию и сейчас зоопарк их не использует. Площадь вольеров - 1948,85 м2.
В начале 2022 года уже во время боевых действий Николаевский зоопарк закончил реконструкцию водоема для слонов. Площадь - 280,4 м2.
В течение апреля в городе не было воды. Зоопарк вынужден был перейти на автономное водоснабжение, и построил две скважины глубиной более 60 м. Для очистки воды с помощью оборудования, которое передал город, установлена система обратного осмоса. Теперь животные могут пользоваться очищенной водой.
Несмотря на военное положение и ежедневные бомбардировки города Николаева зоопарк продолжает просветительскую работу в режиме онлайн. Создается как видеопродукция рекламного и просветительского характера, так и онлайн экскурсии, которые проводятся вживую. 11 июня зоопарк был открыт для посетителей в выходные дни. Но посещение на очень низком уровне из-за того, что город покинули около 50% николаевцев, а те, что остались, не могут посетить зоопарк, потому что остались без работы. Но несмотря на трудности зоопарк старается предоставлять полноценные услуги для  наших посетителей: экскурсионное сопровождение, показательные обогащения среды, катание на лошадях, музыкальное сопровождение, трансляция интересных новостей радиоузлом. Начиная с 16 ноября 2022 года, Николаевский зоопарк стал открытым для посещения не только в выходные, но и в будние дни.

## Коллекция

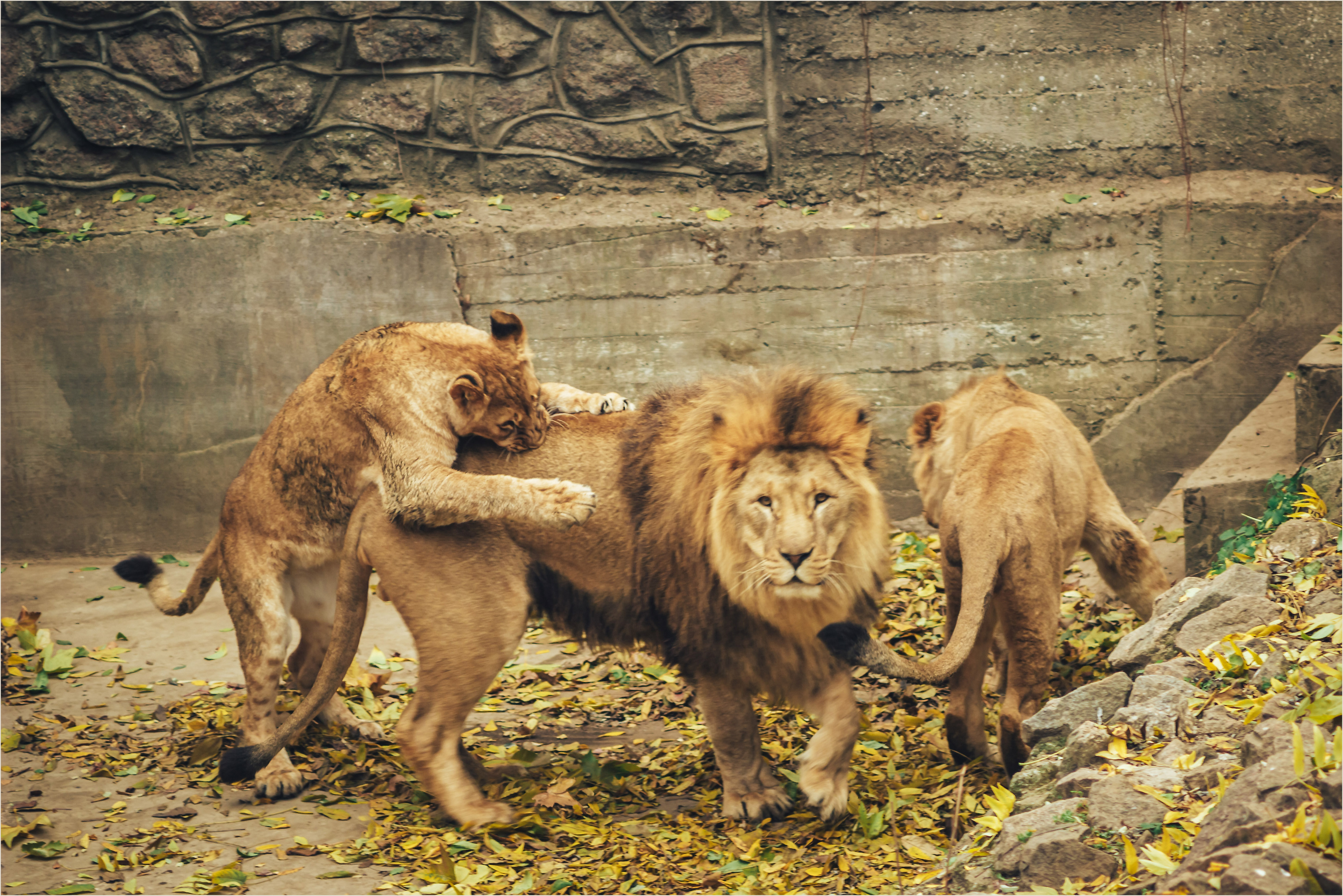
Николаевский зоопарк имеет успешную программу разведения африканских львов. В 2022 году зоопарк отправил трех львов по программе разведения редких видов животных в Южно-Африканскую Республику, а именно в реабилитационный центр «Симбогна Гейм Парк»

На 2024 год коллекция зоопарка насчитывает около 3171 животных 421 вид из них 234 редких вида. Пополнение коллекции происходит путем обмена новорожденных животных с другими зоопарками. Коллекция зоопарка является крупнейшей на Украине. В зоопарке обитают редкие виды животных как Украины, так и всего мира, большинство из них занесены в Красную книгу.
Из редких видов в Николаевском зоопарке представлены жираф Ротшильда, белый медведь, амурский тигр, равнинный тапир, такин, дальневосточный леопард, белорукий гиббон, снежный барс, дрофа. Интересный факт, что в 2023 году в зоопарке умер старейший в Украине и один из самых старых в зоопарках мира миссисипских аллигаторов по имени Вася.
Николаевский зоопарк имеет большой опыт среди зоопарков Украины и мира в разведении белых медведей, снежных барсов, дальневосточных леопардов и других редких животных.

## Награды
5 сентября 2001 года Николаевский зоопарк был награждён почётной грамотой Кабинета министров Украины за значительный вклад в дело защиты и охраны природного богатства.
8 ноября 2002 года Николаевский зоопарк был отмечен почётным дипломом Международного академического рейтинга популярности и качества «Золотая фортуна» и награждён хрустальным рогом изобилия.
Впервые в 2003 году на Украине проходил конкурс качества продукции «100 лучших товаров и услуг». Конкурс проводился под патронатом президента Украины Леонида Кучмы и Кабинета министров. По результатам общегосударственного этапа Николаевский зоопарк признан победителем в номинации «Обслуживание» с вручением государственного знака качества. Награждение состоялось 15 марта 2004 года в национальном дворце «Украина» в Киеве.
18 декабря 2007 года Николаевский зоопарк и его сотрудники получили от Всеукраинского фонда содействия международному общению «Украинское народное посольство» «Золотую медаль „За высокий профессионализм“». Награждение было приурочено ко Дню Святого Николая Чудотворца и проходило в Киеве в Центральном доме учителя. Вручал награды первый президент Украины Леонид Кравчук.
11 сентября 2009 года Указом президента Украины Виктором Ющенко № 730/2009 «О награждении государственными наградами Украины» директору Николаевского зоопарка В. Н. Топчему было присвоено почетное звание «Заслуженный работник культуры Украины».
8 сентября 2012 года директор Николаевского зоопарка Топчий В. Н., Заслуженный работник культуры Украины, Член совета Европейской Ассоциации Зоопарков и Аквариумов, был награждён Премией Евроазиатской региональной ассоциации зоопарков и аквариумов им. С. М. Кудрявцева.

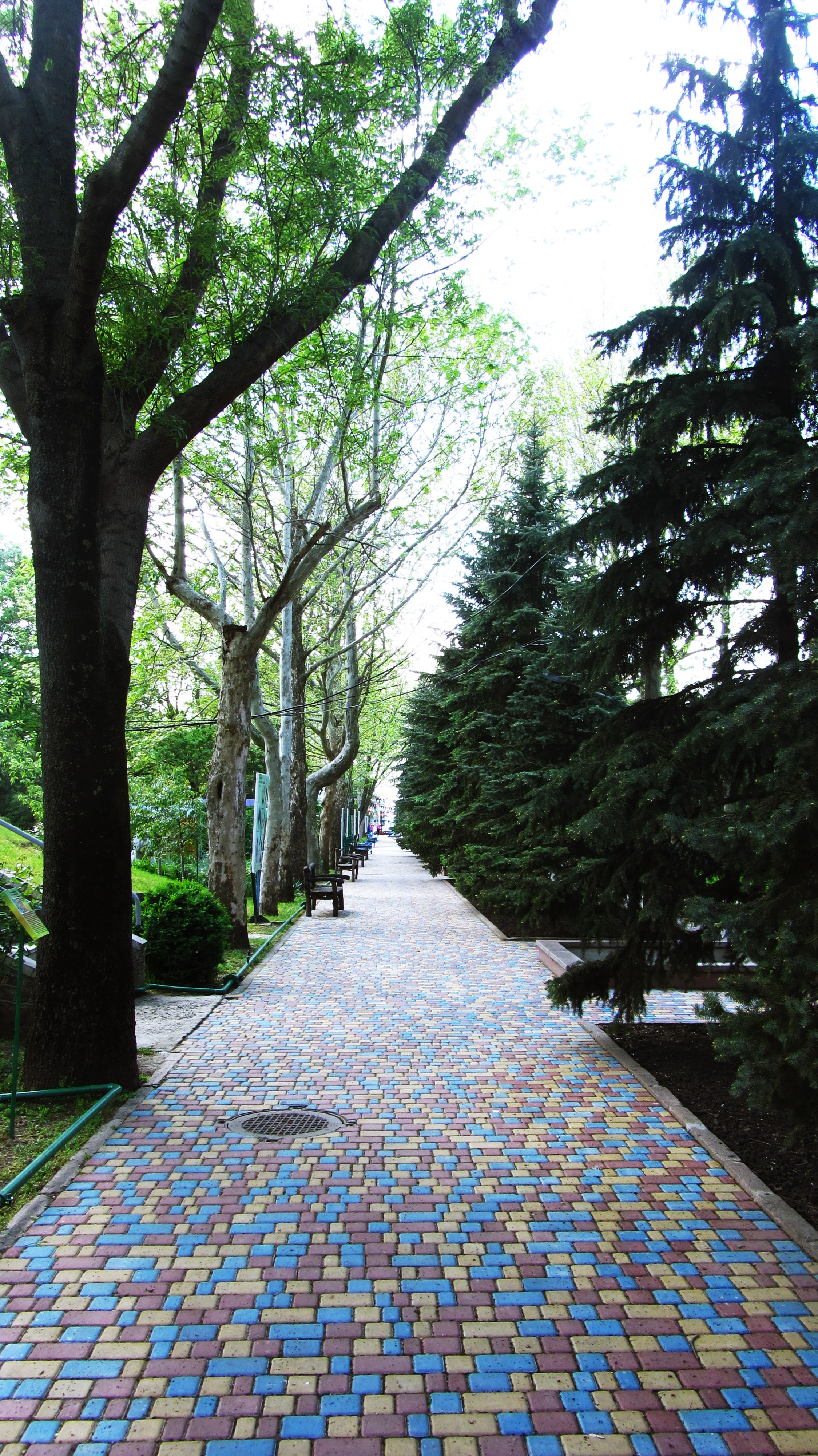
Главная алея в зоопарке

9 сентября 2014 года Топчий В. Н. был награждён Грамотой Верховной Рады Украины за заслуги перед украинским народом.

## Международное сотрудничество
В 1993 году Николаевский зоопарк был принят в Европейскую ассоциацию зоопарков и аквариумов (EAZA).
В мае 2003 года Николаевский зоопарк принят во Всемирную ассоциацию зоопарков и аквариумов (WAZA).
Зоопарк принимает участие в 18 европейских программах разведения редких видов (ЕЕР), а также входит в Евро-азиатскую региональную ассоциацию зоопарков и аквариумов (ЕАРАЗА) и в Международную систему учёта животных (ISIS).
В 2011 году создана и зарегистрирована Ассоциация «Украинские зоопарки и аквариумы», как добровольное некоммерческое договорное объединение зоопарков, аквариумов, предприятий и организаций, которые поддерживают деятельность зоопарков.
17 ноября 2011 года директора зоологических парков общегосударственного значения — членов Ассоциации «Украинские зоопарки и аквариумы» провели первое заседание Украинской ассоциации зоопарков и аквариумов (УАЗА) в Киеве.
3-4 марта 2015 в Киеве на базе компании «Бион Террариум Центр» и Министерства экологии и природных ресурсов Украины состоялась учредительная конференция Украинской Ассоциации зоопарков и аквариумов (УАЗА), на которой было избрано новое руководство УАЗА. Президентом УАЗА был избран директор Николаевского зоопарка В. Н. Топчий.